# Stereopathetic Soulmanure
 (décembre 2022).
Si vous disposez d'ouvrages ou d'articles de référence ou si vous connaissez des sites web de qualité traitant du thème abordé ici, merci de compléter l'article en donnant les références utiles à sa vérifiabilité et en les liant à la section « Notes et références ».
Albums de Beck
A Western Harvest Field by Moonlight
(1994) Mellow Gold
(1994)
Stereopathetic Soulmanure est le deuxième album de Beck sorti en 1994. C'est un disque très éclectique qui contient des démos enregistrées entre 1988 et 1993. Le titre Rowboat a été repris par Johnny Cash sur son album American II (Unchained).

## Titres
1. Pink Noise (Rock Me Amadeus)
2. Rowboat
3. Thunder Peel
4. Waitin' for a Train
5. The Spirit Moves Me
6. Crystal Clear (Beer)
7. No Money No Honey
8. 8.6.82
9. Total Soul Future (Eat It)
10. One Foot in the Grave
11. Aphid Manure Heist
12. Today Has Been a Fucked Up Day
13. "Rollins Power Sauce"
14. Puttin It Down
15. 11.6.45
16. Cut 1/2 Blues
17. Jagermeister Pie
18. Ozzy
19. Dead Wild Cat
20. Satan Gave Me a Taco
21. 8.4.82
22. Tasergun
23. Modesto
24. Ain't Got No More Lard